# فريدريك فليت
فريدريك فليت (بالإنجليزية: Frederick Fleet) (15 أكتوبر 1887م - 10 يناير 1965م) كان أحد البحارة البريطانيين المشاركين في سفينة تايتنك، وأحد أفراد الطاقم والناجين من حادث غرق السفينة تيتانيك. بعد أن اصطدمت بجبل جليدي يوم 14 أبريل عام 1912. ولد فليت في ليفربول في 15 أكتوبر 1887م، ولم يعرف والده، وتخلت عنه والدته وهربت مع صديقها إلى سبرينغفيلد، ماساشوستس، في الولايات المتحدة. عمل في البحارة لأول مرة سنة 1903م عندما كان صبيا.
قبل أن ينضم إلى طاقم سفينة تايتنك كان قد أبحر لأكثر من أربع سنوات. وكان راتبه خمسة جنيهات شهريا.
انضم فليت إلى تايتانيك في أبريل 1912، مع خمسة حراس آخرين.